# Donja Bukovica (Šavnik)
Pour les articles homonymes, voir Donja Bukovica.
Donja Bukovica (en serbe cyrillique : Доња Буковица) est un village du centre-ouest du Monténégro, dans la municipalité de Šavnik.

## Démographie

### Évolution historique de la population
| 1948 | 1953 | 1961 | 1971 | 1981 | 1991 | 2003 |
| ---- | ---- | ---- | ---- | ---- | ---- | ---- |
| 298  | 343  | 354  | 271  | 256  | 152  | 100  |